# 50 Cent: The New Breed
50 Cent: The New Breed é um filme no formato de documentário produzido em 2003 pelo rapper estadunidense 50 Cent.

## Sobre
É estrelado por 50 Cent, Eminem, Dr. Dre, Lloyd Banks, Tony Yayo, e distribuído pela Interscope Records. 50 Cent: The New Breed é produzido e dirigido por Don Robinson e Damon Johnson.
O DVD traz algumas performances de 50 Cent, seus singles e álbuns, especialmente sobre o lançamento de Get Rich or Die Tryin'. O DVD chegou a ocupar a segunda posição nas paradas musicais dos Estados Unidos, e vendeu cerca de 645.000 unidades em Dezembro de 2003.

## Conteúdo

### DVD
1. O Documentário
- 50 Cent: The New Breed
- Tony Yayo: The Interview

2. Os Videoclipes
- Heat
- Wanksta: Behind The Scenes
- Wanksta
- In da Club: Behind The Scenes
- In da Club
- Heat: The Street Version

3. O Show em Detroit
- Not Like Me
- Wanksta
- Patiently Waiting (feat. Eminem)
- Love Me (feat. Eminem & Obie Trice)
- Rap Game (feat. D12)
- In Da Club
- The Detroit Show: Behind The Scenes

4. Bônus Material
- Wanksta (Sessions @ AOL)
- In da Club (Sessions @ AOL)
- Round Here (Sessions @ AOL)
- 8 Mile DVD Trailer

### CD Bônus
01. True Loyalty Featuring 50 Cent, Lloyd Banks & Tony Yayo (Produzido por Red Spyda)
02. 8 Mile Road [G-Unit Remix] Featuring 50 Cent, Lloyd Banks & Tony Yayo (Produzido por Eminem; produção adicional por Luis Resto)
03. In Da Hood Featuring Brooklyn (Produzido por Dr. Dre)